# Maurice Middendorp
Maurice Middendorp (Leeuwarden, 23 mei 1989) is een Nederlandse meteoroloog en presentator bij het RTL Weer.

## Carrière
Nadat Middendorp in 2007 in Leeuwarden zijn vwo-diploma had gehaald,  studeerde hij Technische Planologie in Groningen. Tijdens deze opleiding kwam Middendorp in aanraking met de meteorologie. Later heeft hij een master-meteorologie behaald aan de universiteit in Wageningen. Door zijn deelname aan de Facebook-actie ‘Jij VS. Helga’ in 2013 kwam hij in contact met Buienradar; nog datzelfde jaar trad hij bij Buienradar in dienst. Middendorp werkte tevens als operationeel meteoroloog bij Defensie.
In 2015 startte Middendorp met het presenteren bij het RTL Weer. Sinds augustus 2017 verzorgt hij het weerbericht in de avonduitzending.